# 川田甕江

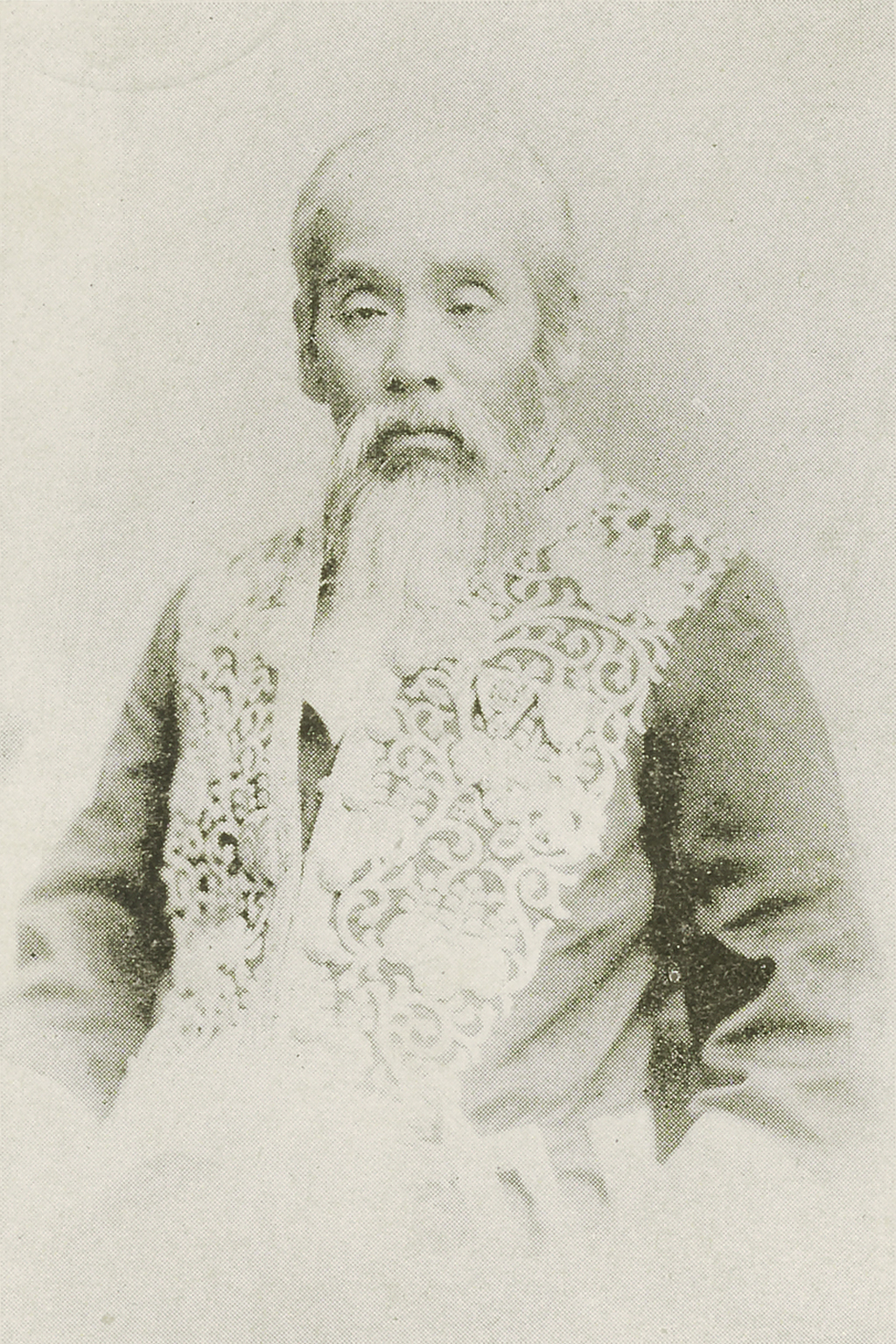
川田甕江

川田 甕江（かわた/かわだ おうこう、文政13年6月13日（1830年8月1日） - 明治29年（1896年）2月2日）は、幕末・明治期の漢学者。本名は剛（たけし）であるが、これは師である山田方谷の命名であり、それ以前は竹次郎と名乗っていた。号は毅卿（きけい）。錦鶏間祗候。

## 山田方谷の門人
備中国浅口郡玉島（現・倉敷市玉島中央町）の回船問屋「大国屋」に生まれる。幼いうちに両親に先立たれて没落し辛い少年時代を過ごす。玉島で儒学者鎌田玄渓に学んだが、玄渓は甕江の才能に気付いて自ら「師に足らず」と述べて江戸への遊学を勧めた。江戸では佐藤一斎らの下で学びながら、学資のために蔵書を売り、家庭教師をするなどの苦学の末、近江大溝藩の藩儒として100石が与えられることとなった。その時備中松山藩の執政であった陽明学者山田方谷が藩儒として50石で召したいという希望を甕江に伝えてきたのである。甕江は備中松山が故郷に近いことに加えて、わずか数年で松山藩の財政再建を実現させた山田方谷の学識と手腕をこの目で確かめられる好機であると考えて大溝藩の半分の備中松山藩への仕官を決めたのである。安政4年（1857年）28歳の出来事であった（ちなみに甕江の仕官前に彼の評判を聞いた方谷は自分の力量を認めて弟子を江戸に送り出した鎌田玄渓もまた優れた人物であると高く評価して同じく藩の儒臣に招いていた）。
方谷に学問を学んだ甕江は、すぐに頭角を著して門人としては新参ながら江戸藩邸の教授を任されて三島中洲とともに方谷門人の筆頭として扱われるようになった。だが、戊辰戦争では藩主板倉勝静が老中首座として幕府軍に参加したために備中松山藩は「朝敵」とされてしまう。甕江は藩兵を密かに備中に引き揚げさせる工作に行っていたが、岡山藩による備中松山占領の方が早く、岡山藩の要求によって藩兵の隊長であった重臣熊田恰が責任を取って切腹する代わりに他の藩士の罪を免除させるということになり、甕江が切腹の目付役を務めることになった。その後、方谷の命に従って江戸で出家させる予定であった板倉勝弼の藩主擁立、蝦夷地まで逃れた勝静の捜索などを行ない、高齢の方谷に代わって三島中洲とともに藩の存続に尽力した。

## 修史館での対立
藩の存続が決まると、方谷が引退したこともあり甕江は藩を退いて東京（江戸）に上った。江戸で塾を開いた甕江は薩摩藩の重野安繹と双璧をなすと言われるようになった（この二人に甕江の盟友・三島中洲を加えて「明治の三大文宗」と称された）。この頃、江戸漢学界の第一人者であった安井息軒は、訪問した井上毅に「自分に会う暇があるなら川田に会え」と言ったと言われている。
山田方谷に対して尊敬の念を抱いていた木戸孝允は、甕江に方谷の出仕を要請するように依頼した。方谷の引退の意思は固く、木戸の期待には応えられなかったものの、甕江を太政官に出仕して大学小博士として重野安繹とともに国史編纂の責任者になれるように推挙したのである。やがて国史編纂構想は太政官内における修史館設置（明治10年（1877年）1月、現在の東京大学史料編纂所）へと発展する。
だが、甕江と重野の対立はその最初から生じていた。新しい日本の国史を作ろうと意気込む重野に対して甕江は国史編纂よりも史料の収集に力を注ぐべきだと考えていた。更に完璧なものを追求して妥協を許さない重野と気さくで大らか（悪く言えば大雑把）な甕江では性格が全く合わなかったのである。
そのような時に生じたのが『太平記』の扱いを巡る問題であった。重野は『太平記』を創作であって史実ではないと考え、同書にしか記述の無い児島高徳や「桜井の別れ」（楠木正成が死の直前に息子正行との訣別を行う場面）は国史に載せるべきではないと唱えたのに対して、甕江は『太平記』に対する史料批判を行わずに初めから創作と決め付けるべきではないと反対して、両者は激しく論戦を行い、学者達を2分するかの勢いとなった。その結果、明治14年（1881年）、甕江は修史館を去って宮内省に移ることになった。
この論争について今日の史学史では論争中に甕江が発したとされる「事実の詮索過ぎて忠君孝子地下に涙し…」という発言が一人歩きして、甕江が歴史学を「名教道徳」に従属させて国家に不都合な歴史の存在を否定しようとしたという評価がされている。だが、甕江自身の経歴から見れば甕江もまた重野同様に実証主義を取り、それゆえに独善的に陥りがちであった重野の手法を批判してより慎重な史料批判を求めたのが論争の実態である。むしろ、その後の国学者や神道関係者、国粋主義者によって甕江の発言を都合よく利用して重野や久米邦武の追い落としを図ったことや、激しい論争のために多くの人間を巻き込んだ派閥論争へと変質してしまい、互いに妥協の出来ないところまで行き着いてしまったことが、日本の歴史学・史学史にとっては大きな不幸であったといえよう。

## その後
明治17年（1884年）に、東京帝国大学教授に就き、のち華族女学院校長・帝室博物館理事・貴族院議員（勅選、1890年9月29日就任）を歴任し、明治26年（1893年）には東宮（後の大正天皇）の侍講に任じられ、同年6月20日には錦鶏間祗候を仰せ付けられた。その一方で、旧主であった板倉勝静を度々訪れてはその相談相手となり、死の間際には「死後も自分の側近でいて欲しい」と勝静から懇願されて、勝静の墓の隣に甕江の墓が設置されることとなった。
なお明治初期に、甕江を取り立てた木戸孝允が亡くなり、甕江は勅命によって木戸の墓碑銘を起草するように命じられた。ところが、甕江の性分と仕事の多忙さからかその筆は進まずに明治29年（1896年）に甕江が死去したときには未だ完成をみていなかった（それを知った盟友・三島中洲が慌てて未完の部分を継ぎ足して完成させたといわれている）。
政府も、甕江が東宮侍講を務めたことから贈位や授爵を検討していた。だが（長州閥として）木戸の後継者を自負する山縣有朋が、甕江が未だに勅命である筈の木戸の墓碑銘作成を終えていないこと、逆に幕府老中として新政府軍（官軍）と戦った板倉勝静の隣に墓が築かれていることを知って激怒し、甕江は朝敵・備中松山藩の重臣であって贈位・授爵に値しないと強硬に唱えたことで取りやめとなっている。墓所は文京区吉祥寺。

## 栄典
位階
- 1889年（明治22年）9月28日 - 従四位[5]
- 1893年（明治26年）6月20日 - 正四位[6]

勲章
- 1885年（明治18年）11月19日 - 勲六等単光旭日章[7]

## 家族
- 長女の琴は杉山令吉（杉山三郊）の妻。杉山（1855-1945、岐阜県出身）は漢学者・杉山千和の三男で、大垣師範研修学校を経て川田の塾に入門、警視庁を経てミシガン州の大学留学後、外務省に入り、陸奥宗光の秘書官を務めたのち、東京商科大（現・一橋大）、早稲田大学の教授になり漢学、詩文を教えたほか、皇族の書道師範も務めた[8]。
- 長男の川田鷹はミシガンに留学後、実業家となり、京王電気軌道（現在の京王電鉄の前身の一つ）で会長を務めた[9]。その妻・つねは黒木為楨の長女。娘婿に高木八尺がいる。鷹の四男・周雄は英文学者で、叔父順の養子となった。
- 二女の線子は東京文理科大学教授・ 島田鈞一（島田篁村長男）の妻[10]。華族女学校出身。級友に『不如帰』のモデルとなった大岩信子（大山巌長女）。
- 三女の綾は函館どつく社長・川田豊吉（川田小一郎三男）の妻。華族女学校出身。娘婿に菊池正士がいる。『金色夜叉』の宮のモデルは綾と言われ、綾と川田家の塾生だった巌谷小波の悲恋話が執筆のきっかけとされる[11]。
- 二男・龍 - 学習院出身
- 三男（庶子）川田順は歌人で住友財閥の要職（住友製鋼所取締役など）を務めた[12]。
- 四女（庶子）の美賀は三井物産の米国支社「Southern Products Co.（南部物産）」初代社長・藁谷英夫の妻[13]。華族女学校では徳川慶喜の娘・大河内国子と学友[14]。
- また玄孫（孫の孫）には元歌手の佐良直美がいる。

## 著作・伝記
- 『得間瑣録』 吉川半七、1891年
- 亀山松濤 『川田甕江先生小伝』 戊申会、1926年
- 川田順『偶然録』 弘文社、1942年 - 随筆集で回想を収録
- 『川田甕江資料集』全4巻、2008-2014年。川田甕江資料を読む会編
- 川田剛『甕江文稿』「近代日本漢籍影印叢書2」研文出版、2020年。解題 武田祐樹・町泉寿郎　ISBN 978-4-87636-451-0